# Koshersalt

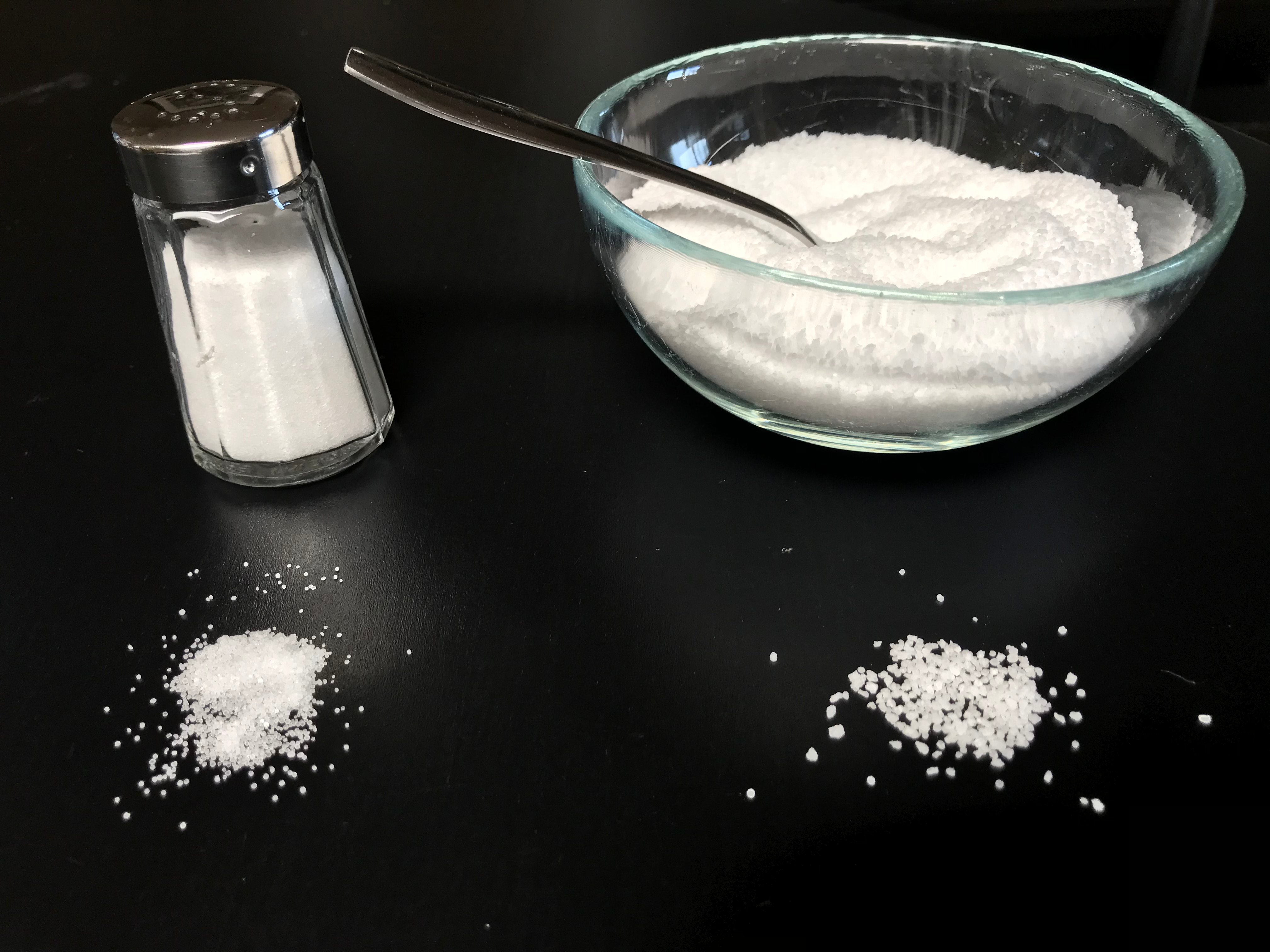
Jämförelse av bordssalt (vänster) och koshersalt (höger)

Koshersalt eller kökssalt (även kallat matlagningssalt, stensalt, kasheringsalt eller kosheringsalt) är grovt ätbart salt, vanligtvis utan vanliga tillsatser som jod, som vanligtvis används i matlagning och inte vid bordet. Liksom vanligt bordssalt består koshersalt huvudsakligen av natriumklorid (NaCl). Koshersalt är mycket vanligt förekommande i amerikansk matlagning och recept.
Till skillnad från många vanliga bordssalter innehåller koshersalt inget tillsatt jod (I). Vissa varumärken innehåller klumpförebyggande medel i små mängder.

## Etymologi
Namnet kosher kommer av att det inom judisk kultur kan användas för att göra kött kosher genom att ta bort blod på köttytan. Blodet anses inom judendomen som bärare av själen,
Namnet varierar kraftigt i olika kulturer och länder, men termen koshersalt fick allmän användning i USA och hänvisar till dess användning i den judiska religiösa praktiken av torrt saltat kött, känt som kashering, och inte till att själva saltet tillverkas under några religiösa riktlinjer. Vissa märken identifierar vidare koshercertifierat salt som godkänt av ett religiöst organ.

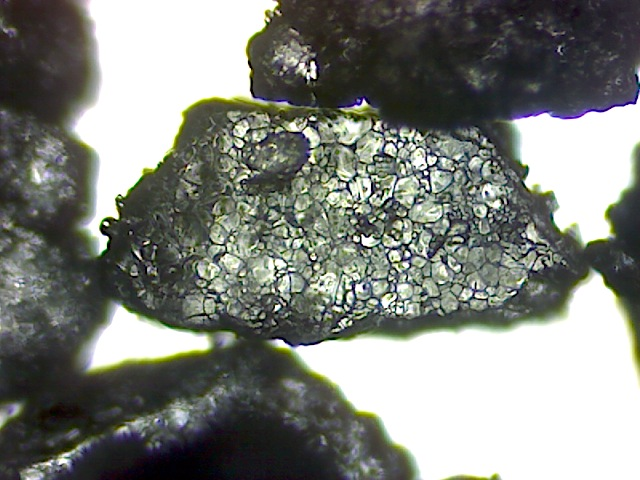
Korn av koshersalt i 60 gångers förstoring

## Användning

### Vanlig matlagning
På grund av bristen på metalliska eller bismakande tillsatser som jod, fluor eller dextros, används det ofta i köket istället för bordssalt som innehåller tillsatser. Att uppskatta mängden salt vid handsaltning kan också vara lättare på grund av den större kornstorleken. Vissa recept kräver specifikt volymmätning av kosher/kökssalt, som för vissa märken väger mindre per mått på grund av dess lägre densitet och därför är mindre salt än en lika volymmätning av bordssalt; recept som kräver en specificerad vikt salt är mer konsekventa. Olika märken av salt varierar dramatiskt i densitet och för ett märke kan samma volymmått innehålla dubbelt så mycket salt (i massa) som för ett annat märke.

### Brining eller koshering av kött

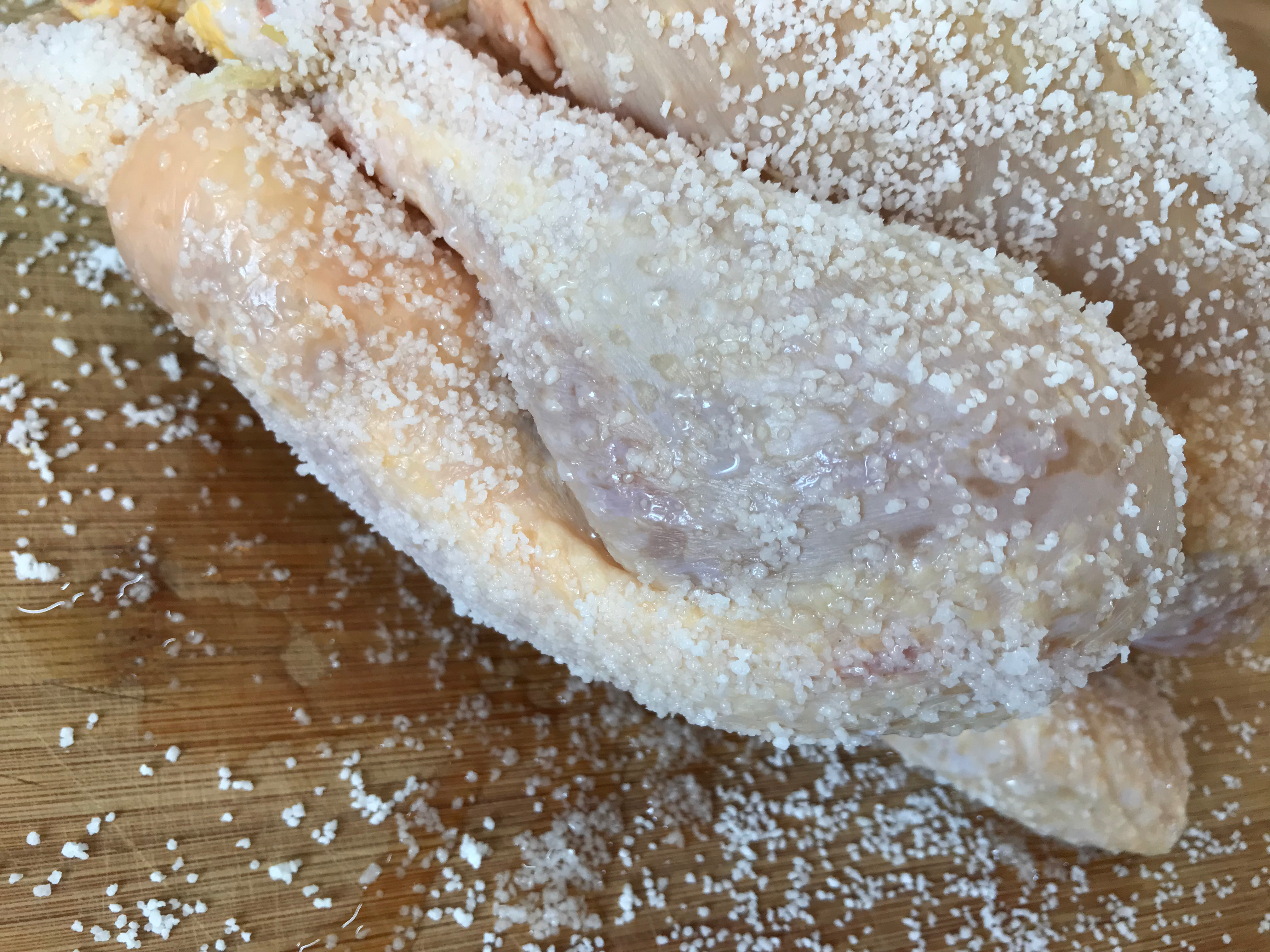
Koshersalt applicerat på kyckling visande extraherad fukt efter en timme

Det grovkorniga saltet används för att skapa en torr saltlake, som ökar saftigheten och smaken och uppfyller vissa religiösa krav, ibland med smaktillsatser som örter, kryddor eller socker. Köttet blötläggs vanligtvis i kallt vatten och dräneras och täcks därefter helt med ett tunt lager salt och får sedan stå på ett galler eller en bräda i en timme eller mer. De större saltkornen förblir på ytan av köttet, till största delen olösta, och absorberar vätskor från köttet, som sedan delvis återabsorberas med saltet och eventuella tillsatta smakämnen, vilket i huvudsak saltar köttet i dess egen saft. Saltmassan sköljs sedan av och kasseras före tillagning.

### Rengöring
På grund av dess kornstorlek används saltet även som ett slipande rengöringsmedel för köksredskap som gjutjärnspannor. Blandad med olja behåller det sin nötningsförmåga men kan lätt lösas upp med vatten efter rengöring, till skillnad från rengöringsmedel baserade på pimpsten eller kalciumkarbonat, som kan lämna en grynig rest om den inte sköljs bort noggrant.

## Tillverkning
Istället för kubiska kristaller har koshersalt en platt form och för vissa märken kan det också ha en ihålig pyramidform. Morton Salt producerar platt koshersalt medan Diamond Crystal producerar pyramid. Den platta formen görs vanligtvis när kubiska kristaller tvingas in i denna form under tryck, vanligtvis mellan rullar. De pyramidformade saltkristallerna tillverkas i allmänhet genom en förångningsprocess som kallas Albergerprocessen. Koshersalt tillverkas vanligtvis med en kornstorlek som är större än bordssaltkorn.